# 1ª Divisão 2013-2014 (hockey su pista)
La 1ª Divisão 2013-2014 è stata la 74ª edizione del torneo di primo livello del campionato portoghese di hockey su pista; disputato tra il 26 ottobre 2013 e il 31 maggio 2014 si è concluso con la vittoria del Valongo, al suo primo titolo.

## Stagione

### Formula
La 1ª Divisão 2013-2014 vide ai nastri di partenza sedici club; la manifestazione fu organizzata con un girone all'italiana, con gare di andata e ritorno per un totale di 30 giornate: erano assegnati 3 punti per l'incontro vinto e un punto a testa per l'incontro pareggiato, mentre non ne era attribuito alcuno per la sconfitta. Al termine del campionato la squadra prima classificata venne proclamata campione del Portogallo. Le squadre classificate dall'undicesimo al sedicesimo posto retrocedettero direttamente in 2ª Divisão, il secondo livello del campionato.

## Classifica finale
|  | Pos. | Squadra          | Pt | G  | V  | N | P  | GF  | GS  | DR   |
|  | ---- | ---------------- | -- | -- | -- | - | -- | --- | --- | ---- |
|  | 1.   | Valongo          | 74 | 30 | 24 | 2 | 4  | 133 | 85  | +48  |
|  | 2.   | Benfica          | 74 | 30 | 24 | 2 | 4  | 204 | 84  | +120 |
|  | 3.   | Porto            | 74 | 30 | 24 | 2 | 4  | 180 | 68  | +112 |
|  | 4.   | Juventude Viana  | 65 | 30 | 21 | 2 | 7  | 165 | 120 | +45  |
|  | 5.   | Oliveirense      | 61 | 30 | 20 | 1 | 9  | 155 | 100 | +55  |
|  | 6.   | Turquel          | 47 | 30 | 14 | 5 | 11 | 97  | 102 | -5   |
|  | 7.   | Barcelos         | 44 | 30 | 13 | 5 | 12 | 98  | 105 | -7   |
|  | 8.   | Candelária       | 38 | 30 | 10 | 8 | 12 | 77  | 90  | -13  |
|  | 9.   | Sporting CP      | 36 | 30 | 10 | 6 | 14 | 111 | 127 | -16  |
|  | 10.  | Paço de Arcos    | 35 | 30 | 10 | 5 | 15 | 78  | 90  | -12  |
|  | 11.  | Braga            | 30 | 30 | 9  | 3 | 18 | 101 | 150 | -49  |
|  | 12.  | Carvalhos        | 30 | 30 | 9  | 3 | 18 | 89  | 150 | -61  |
|  | 13.  | Fisica           | 28 | 30 | 8  | 4 | 18 | 74  | 111 | -37  |
|  | 14.  | Mealhada         | 21 | 30 | 6  | 3 | 21 | 99  | 153 | -54  |
|  | 15.  | Académico Cambra | 20 | 30 | 6  | 2 | 22 | 87  | 143 | -56  |
|  | 16.  | Sporting Tomar   | 16 | 30 | 5  | 1 | 24 | 78  | 148 | -70  |

Legenda:
  Vincitore della Coppa del Portogallo 2013-2014.
      Campione del Portogallo e ammessa all'Eurolega 2014-2015.
      Ammesse all'Eurolega 2014-2015.
      Ammesse alla Coppa CERS 2014-2015.
      Retrocesse in 2ª Divisão 2014-2015.
Note:
Tre punti a vittoria, uno a pareggio, zero a sconfitta.